# Красный Воин (Мордовия)
Красный Воин  —поселок в составе Большемаресевского сельского поселения Чамзинского района Республики Мордовия.

## География
Находится на расстоянии примерно 10 километров по прямой на юг-юго-запад от районного центра поселка  Чамзинка.

## Население
Постоянное население составляло 6 человек (мордва 100%) в 2002 году, 1 в 2010 году .